# На путу (филм)
На путу (енгл. On the Road) је француско-британско-бразилско-америчко-канадски играни филм из 2012. године у режији Волтера Салеса. Представља адаптацију истоименог култног романа америчког битничког књижевника Џека Керуака, темељеног на догађајима из ауторовог живота крајем 1940-их. Главни протагониста Сал, кога тумачи Сем Рајли, је младић који упознаје групу пријатеља, са којом ће стећи прва искуства са џез музиком, марихуаном, алтернативним облицима сексуалности, те путовати широм Америке, што ће га инспирисати да започне књижевну каријеру.
Роман „На путу” се покушавао екранизовати годинама, све док пројекат није дошао у руке Франсиса Форда Кополе, који је, након неуспелих покушаја да га сам режира, одлучио тај задатак поверити Салесу, који је био стекао углед жанровски сродним филмовима цесте. Снимање је, ипак, потрајало годинама, чему су допринели финансијски проблеми изазвани глобалном економском кризом, као и нарко рат у Мексику, где се првобитно требало снимати филм. Пошто је довршен, филм је премијерно приказан на Канском фестивалу, али је добио изузетно лоше критике, те се сматра једним од највећих филмских разочарања 2010-их.

## Улоге
| Глумац          | Улога            |
| --------------- | ---------------- |
| Гарет Хедлунд   | Дин Моријарти    |
| Сем Рајли       | Сал Парадајз     |
| Кристен Стјуарт | Мерилу           |
| Ејми Адамс      | Џејн             |
| Том Стариџ      | Карло Маркс      |
| Алис Брага      | Тери             |
| Елизабет Мос    | Галатеа Данкел   |
| Дени Морган     | Ед Данкелф       |
| Кирстен Данст   | Камила Моријарти |
| Виго Мортенсен  | Вилијам Бароуз   |
| Стив Бусеми     | продавац         |
| Теренс Хауард   | Волтер           |